# Poesía mayor en Guadalajara (anotaciones poéticas y críticas)
Poesía mayor en Guadalajara (anotaciones poéticas y críticas) (enlace roto disponible en Internet Archive; véase el historial, la primera versión y la última).. Libro de crítica del filósofo Enrique G. Gallegos. Es un libro central para comprender las tendencia actuales de la poesía en la ciudad de Guadalajara. En él se analizan los poemas de los principales poetas de esa ciudad: Patricia Medina (1947), Ricardo Yáñez (1948), Raúl Aceves (1951), Ricardo Castillo (1954), Raúl Bañuelos (1954) y Jorge Esquinca (1957).
La importancia de este libro radica en que por primera vez se presenta un estudio en el que se analizan las tendencias, constantes, divergencias y diferencias de una de las generaciones de poetas más importantes para la literatura de la ciudad de Guadalajara y para México.
El libro fue publicado a finales de 2007 por la editorial de la Secretaría de Cultura del Estado de Jalisco, México, 
- Datos: Q6081447